# مجموعه روزنامه‌های جنگل
مجموعه روزنامه‌های جنگل کتابی است که مجموعه نسخ روزنامۀ جنگل را که توسط رهبران جنبش جنگل از جمله میرزاکوچک خان و یارانش در زمان فعالیت آن جنبش منتشر می‌شد در بر می‌گیرد. روزنامۀ جنگل در طی سه دورۀ مجزا منتشر گردید و در طی دوران انتشار مجموعاً ۳۹ شماره را شامل شد. 
در بیشتر شماره‌های روزنامه جنگل و دست کم تا پیش از اعلان جمهوری شورایی ایران از سوی جنگلیان، همواره شعار زیر بر سربرگ صفحه نخست روزنامه جنگل نقش می‌بست.
این روزنامه فقط نگاهبان حقوق ایرانیان و منور افکار اسلامیان است
در بسیاری از شماره‌های روزنامه جنگل یک ستون طنز با عنوان چرند و پرند وجود دارد که گویا نویسندگان روزنامه جنگل این نام را با توجه به مجموعه طنز علامه دهخدا برگزیده بودند. به عنوان نمونه در شماره دهم این روزنامه در بخش چرند و پرند چنین آمده‌است:
سابقاً خائنین مملکت پس از کشف خیانتشان به جهت حفظ و حراست خویش پناهنده به سفارت خانه‌های اجانب گردیده، از قبیل محمدعلی میرزا، مرحوم امیربهادر جنگ و غیره و غیره. حالا مدتی است به جهاتی معلوم این رفتار متروک، تمام خائنین مستقیماً از اطراف رهسپار پایتخت شده و در کمال آزادی زیست می‌نمایند. نمی‌دانم تعصب ایرانیت و ملیت و طعن و لعن مردم آقایان را از روش سابق بازداشته یا نبودن مجازات، به حسی ملت، رابطه آنان با …؟ جواب این مسئله را هرکس برای ما بفرستد دو قرقاول زنده به رسم هدیه تقدیم خواهد شد.

صفحه اول روزنامه جنگل، ارگان نهضت جنگل، به مدیرمسئولی میرزا حسین کسمایی

از جمله مقالات ارزنده کتاب مجموعهٔ روزنامه‌های جنگل می‌توان به مقاله ای اشاره داشت که با عنوان «دیگ همسایه زایید» و با طنزی تلخ نگاشته شده و در آن برگزیده شدن نام جمهوری آذربایجان برای بخشی از ولایات قفقاز جنوبی مورد نکوهش و اعتراض قرار گرفته‌است.

## چاپ دوباره به صورت کتاب
پیشتر در سال ۱۳۶۱ انتشارات مولی ۳۱ شماره (دوره اول) از مجموع ۳۹ شماره نشریه جنگل را به صورت چاپ عکسی منتشر ساخته بود. روبرت واهانیان نیز در سال ۱۳۸۸ در فصل نامهٔ گیلان ما ۵ شماره از دوره‌های دوم و سوم جنگل را انتشار داده بود. در سال ۱۳۸۹ مجموع ۳۶ شماره از ۳۹ روزنامه منتشره جنگل (به استثنای ۳ شمارۀ آخر) به همت امیر نعمتی لیمائی در کتابی با عنوان مجموعهٔ روزنامه‌های جنگل گردآوری و توسط انتشارات امید مهر منتشر شد.
برابر با آنچه تدوین کننده کتاب مجموعهٔ روزنامه‌های جنگل بیان داشته، عمده هدف او در دسترس همگان قرار دادن یکی از مهمترین و شاید اصلی‌ترین منابع شناخت افکار سردمداران جنگل یعنی است که از لابه لای اخبار، مقاله‌ها و تحلیل‌های مندرج در آن به آسانی می‌توان به اندیشه‌های برپادارندگان نهضت جنگل پی برد.